# 高知県信用農業協同組合連合会
高知県信用農業協同組合連合会（こうちけんしんようのうぎょうきょうどうくみあいれんごうかい）は、高知県高知市に本所を置く高知県内の農業協同組合の信用事業を統括する県域農協系金融機関。

## 概要
県内農業協同組合を会員とする。通称は「JA高知信連」または「JAバンク高知」。統一金融機関コードは3039。
主に法人顧客を中心としており、個人取引は殆どなかったが、2020年9月23日に、馬路村農業協同組合の信用事業を譲受し、それにともなって当連合会が、馬路村代理店（馬路村農業協同組合本所の職員が高知県信連の窓口業務を受託）を開設したことで、馬路村民などの個人にも利用されているほか、馬路村指定金融機関も受託している。
南国市の指定金融機関であったが、高知県農業協同組合発足により、同組合に変更され、現在は南国市指定代理金融機関。

## 沿革
- 1948年8月14日 - 設立。
- 2008年10月14日 - 本所を（旧）JA高知ビル内（本町四丁目）から（新）JA高知ビル内（北御座）に移転。
- 2019年1月1日 - 県内12農協の合併により、高知県農業協同組合発足[1]。高知県信連も協力下に入る。
- 2020年9月20日 - 馬路村農業協同組合より信用事業譲受[2]。馬路村指定金融機関を受託。

## 店舗所在地
- 本所（001）- 高知県高知市北御座2番27号JA高知ビル内
- 南国市役所出張所（006）- 高知県南国市大埇甲2301
- 馬路村代理店（011）- 高知県安芸郡馬路村馬路3888番地4

## その他
「食」と「農」をキーワードとして生産者と利用者をつなぐネットワークを構築する「食のネットワーク事業」を展開し、季刊情報誌「とさのうと」を定期発刊するとともに、専用ウェブサイトを開設してバックナンバーを公開している。

## 脚註
1. ↑  高知県域農協、19年発足へ 12農協が合併調印 3農協は見送り日本経済新聞 2016年12月23日
2. ↑  馬路村農業協同組合の信用事業にかかる全部譲受けについて高知県信用農業協同組合連合会　2020年9月30日閲覧
3. ↑  農と食を結ぶ情報誌「とさのうと」